# Santa María de Mones
Mones (llamada oficialmente Santa María de Mones) es una parroquia del municipio español de Petín, en la provincia de Orense, Galicia.

## Historia
Santa María es una parroquia de Petín. Está construida sobre un castro y la panorámica alrededor abarca desde Vilamartín hasta Manzaneda. Está enfrente del castro Cabanelas.

## Organización territorial
La parroquia está formada por seis entidades de población, constando cinco de ellas en el nomenclátor del Instituto Nacional de Estadística español:
- Barxela
- Carballal
- Fontela (As Fontelas)
- Oporto (O Porto)
- Outeiro
- Santa María

## Demografía
| Gráfica de evolución demográfica de Mones entre 2000 y 2023 |
|                                                             |
| Datos según el nomenclátor publicado por el INE.            |

## Patrimonio
La iglesia tiene planta de cruz latina. Antiguamente el suelo estaba empedrado con grandes losas, pero hoy lo tiene de madera. En los gruesos muros se abren ventanas abocinadas. En la pared derecha, al lado de la sacristía, pintado de negro y rojo la Virgen que fue tapado al cubrir con cemento las paredes de granito de la iglesia.
Rogelio Díaz, escritor y poeta nacido en Petín, escribió una hermosa poesía a las campanas de la iglesia de Santa María - Petín. Cabe destacar que en la pared sur exterior hay unos grabados del juego romano tres en raya; el juego favorito de Nerón y de los soldados romanos.
En su interior encontramos dos interesantes retablos del siglo XVIII. El retablo del Cristo esta bellamente decorado con columnas Salomónicas, hojas y racimos de uva y el retablo de Santa Lucía con Estípes. A la entrada del cementerio hay un ara romana.